# Festival Internacional de Jazz de Lleida
El Festival Internacional de Jazz de Lleida, Jazztardor, és avui una programació de música en viu de referència a Catalunya i l'Estat Espanyol. Al llarg dels anys el festival ha apropat a la ciutat de Lleida el bo i millor del jazz d'arreu, des de les grans figures internacionals als jazzmen més interessants del nostre propi territori. Les actuacions es duen a terme al Cafè Teatre de l'Escorxador i a l'Auditori Municipal de Lleida.
Cal recordar actuacions com les de Lee Konitz, Chick Corea, Bebo Valdes, John Mayall o Ron Carter, mites vivents que al jazz tardor han compartit protagonisme amb grans noms nacionals com Perico Sambeat, Mikel Andueza, Jorge Pardo i, entre els membres de l'escena local, Xavier Monge, Pixie Dixie o Alfons Enjuanes.
El Jazztardor es planteja com una programació eclèctica i oberta que cada novembre porta a Lleida músics que representen tots els estils i tendències que són vigents en el jazz actual. Obert a mestissatges sonors, el festival també programa produccions on el jazz es barreja amb altres músiques per obtenir resultats innovadors i sorprenents.